# دام (فیلم ۱۹۸۷)
دام (انگلیسی: Dragnet) فیلمی در ژانر جنایی و کمدی است که در سال ۱۹۸۷ منتشر شد.

## خلاصه داستان
«فرایدی» و «استریبک» دو مأمور پلیس هستند که معمولاً پرونده‌هایی عجیب و غریب به آن‌ها سپرده می‌شود، مانند سرقت یک قایق، یا دزدیده شدن یک مار ۳۰ فوتی و یک شیر از باغ وحش.

## بازیگران
- تام هنکس
- دن اکروید
- کریستوفر پلامر
- هری مورگان
- الکساندرا پال
- بوروس گری
- دابنی کلمن
- الیزابت اشلی
- جک اوهالوران
- کاتلین فریمن